# Різдвяні квіти
Різдвяні квіти — це популярні квіти, які використовуються під час святкового сезону Різдва. У багатьох країнах сезонні квіти та рослини, такі як пуансетія, різдвяний кактус, падуб, різдвяна троянда, плющ і омела, складають основну частину традиційних різдвяних прикрас.

## Північна Америка

### Пуансетія
Стародавні ацтеки (панівне плем'я в центральній Мексиці на момент контакту з Європою) цінували пуансетію як символ чистоти. Століттями пізніше ранні християни Мексики прийняли пуансеттію як свою найулюбленішу квітку Святвечора. Мексиканська пуансетія, відома як різдвяна квітка в Північній Америці, використовується в більшості різдвяних прикрас завдяки своєму яскраво-червоному кольору та періоду цвітіння, який збігається з періодом різдвяних свят. Однак флористи фарбують їх у звичайні кольори або навіть додають мерехтіння, щоб зробити їх набагато привабливішими під час Різдва.

### Різдвяний кактус
Різдвяний кактус, також відомий як кактус орхідея, часто цвіте під час Різдва. Існує кілька видів кактусів, які продаються під назвою «різдвяний кактус».

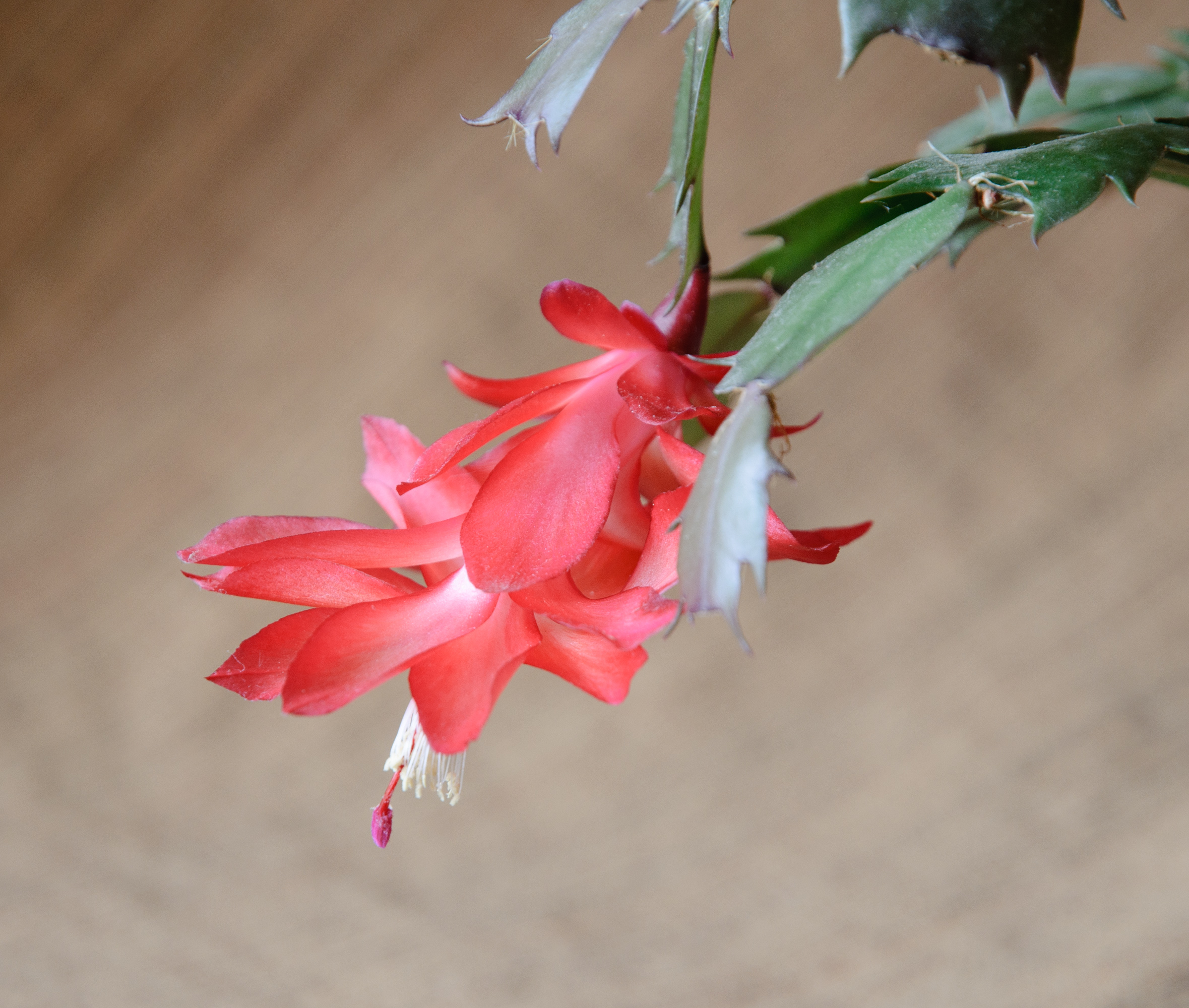
Квітка різдвяного кактуса

### Різдвяна троянда
Одна рослина під назвою різдвяна троянда в деяких частинах світу вважається справжньою різдвяною квіткою. Різдвяна троянда (Serissa) також відома як «снігова троянда» або «зимова троянда». Родом із тропічних регіонів Азії, культивована серісса часто цвіте взимку. З нагоди Святвечора у Північній Америці молоді жінки традиційно обмінюються спеціально розробленими різдвяними трояндами, які нагадують їхній дух братерства.
Ще одна рослина, відома як різдвяна троянда, — Helleborus niger.

## Європа

### Холлі
Падуб — рослина, яка найбільше асоціюється з Різдвом у багатьох європейських країнах. Вінки з падуба вішають на двері, а гілочками падуба прикрашають різдвяні пудинги.

### Плющ
Як і більшість інших різдвяних квітів, листя плюща символізують вічність і воскресіння. Листок плюща асоціюється з давньоєгипетським богом Осірісом та греко-римським богом Аттісом, які воскресли з мертвих.

### Омела
Омела — це різдвяна рослина, походження якої, як кажуть, сягає корінням у язичництво. Жерці-друїди використовували цю різдвяну рослину за двісті років до народження Христа у своїх зимових святкуваннях. Більш сучасною традицією є обмін поцілунками під гілочкою омели

## Нова Зеландія
У Новій Зеландії дерево похутукава часто асоціюється з Різдвом, оскільки його яскраво-червоні квіти зазвичай з'являються в грудні.